# Ton van den Wildenberg
Antonius Henricus Maria (Ton) van den Wildenberg (Eindhoven, 28 juli 1928 – Goirle, 17 februari 2008) was een Nederlands politicus van de KVP en later het CDA.
Hij was docent bij het Hertog Jan College in Veldhoven en daarnaast actief in de lokale politiek. Zo was hij lid van de gemeenteraad van Veldhoven en is hij daar ook wethouder geweest. In februari 1970 volgde zijn benoeming tot burgemeester van Goirle. Hij ging daar 20 jaar later vervroegd met pensioen. Begin 2008 overleed Van den Wildenberg op 79-jarige leeftijd.